# Бето Васкес Инфинити
Infinity е метъл група, създадена от аржентинския басист и композитор Бето Васкес през 1999 г.
Групата е в състав:
- Бето Васкес (Beto Vazquez) – електрическа и акустична китара, клавирни инструменти;
- Веро Аиуди (Vero Áiudi) – вокали и беквокали (в предстоящия албум);
- Виктор Риварола (Victor Rivarola) – вокали и беквокали; акустична китара;
- Карлос Ферари (Carlos Ferrari) – електрическа и акустична китара.

Стилът на групата е готик, епичен, симфоничен прогресив метъл.
Има 2 издадени албума. По-голямата част от вокалите в албума „Infinity“ са изпълнени от гост вокалисти: Таря Турунен, Сабине Еделсбахер и др.

## Дискография
- Battle of Valmourt (EP) - 2001 (само за Аржентина)
- Infinity (албум) - 2002
- Wizard (EP) - 2002
- Flying Towards the new Horizon (албум) 2006
- Darkmind (албум) 2008
- Existence (албум) 2010
- Beyond Space Without Limits (албум) 2012